# Pedro Neto
Pedro Lomba Neto (Viana do Castelo, 9 marzo 2000) è un calciatore portoghese, attaccante o centrocampista del Chelsea e della nazionale portoghese, con la quale ha vinto la UEFA Nations League 2024-2025.

## Caratteristiche tecniche
Ala sinistra di piede mancino, è veloce, abile nel crossare, nel dribbling e nell'uno contro uno. Utilizzato talvolta anche come ala destra o trequartista, è dotato di un ottimo tiro a giro che sfrutta accentrandosi dalla destra per poi calciare con il suo piede preferito. Viene paragonato al connazionale Bernardo Silva, giocatore al quale egli stesso ha dichiarato di ispirarsi.
Durante la sua carriera sta dimostrando di essere un uomo assist, molto bravo e preciso nel servire i compagni in zona goal.

## Carriera

### Club

#### Gli inizi, Braga e Lazio
Nato a Viana do Castelo, all'età di 13 anni è entrato a far parte del settore giovanile del Braga. Il 7 maggio 2017 ha esordito fra i professionisti debuttando con la squadra riserve in occasione dell'incontro di Segunda Liga perso 3-2 contro il Porto B.
La settimana successiva debutta anche in prima squadra subentrando al 71' a Pedro Santos in occasione del match di Primeira Liga vinto 4-0 contro il Nacional e trovando la via del gol dopo soli dieci minuti dal suo ingresso in campo. Con questa rete è diventato il più giovane marcatore nella storia della massima serie portoghese.
Il 31 agosto 2017 viene ceduto in prestito biennale alla Lazio insieme al compagno Bruno Jordão, con un obbligo di riscatto fissato a 26 milioni. Dopo una prima stagione passata prevalentemente in primavera, il 12 gennaio 2019 debutta con il club capitolino in occasione dell'incontro di Coppa Italia vinto 4-1 contro il Novara. Il debutto in A arriva qualche giorno più tardi nella sconfitta interna per 2-1 con la Juventus.

#### Wolverhampton
Il 2 agosto 2019 viene ceduto a titolo definitivo al Wolverhampton insieme al suo compagno di squadra e connazionale Bruno Jordão. L'impatto con la Premier League è positivo con l'attaccante portoghese che si guadagna spazio diventando con il tempo un titolare fisso per la squadra inglese. Dopo 5 stagioni lascia i Wolves, portando con sé 135 presenze e 14 reti.

#### Chelsea
Il 10 agosto 2024 viene acquistato a titolo definitivo dal Chelsea, con cui sottoscrive un contratto quinquennale valido fino al 30 giugno 2031.

### Nazionale
Ha giocato numerose partite con le varie nazionali giovanili portoghesi, partecipando anche agli Europei Under-21 del 2023.
L'11 novembre 2020 esordisce in nazionale maggiore nell'amichevole vinta 7-0 contro Andorra, realizzando anche un gol.

## Statistiche
Statistiche aggiornate al 13 luglio 2025.

### Presenze e reti nei club
| Stagione             | Squadra              | Campionato           | Campionato | Campionato | Coppe nazionali | Coppe nazionali | Coppe nazionali | Coppe continentali | Coppe continentali | Coppe continentali | Altre coppe | Altre coppe | Altre coppe | Totale | Totale |
| Stagione             | Squadra              | Comp                 | Pres       | Reti       | Comp            | Pres            | Reti            | Comp               | Pres               | Reti               | Comp        | Pres        | Reti        | Pres   | Reti   |
| -------------------- | -------------------- | -------------------- | ---------- | ---------- | --------------- | --------------- | --------------- | ------------------ | ------------------ | ------------------ | ----------- | ----------- | ----------- | ------ | ------ |
| 2016-2017            | Braga B              | LdH                  | 1          | 0          | -               | -               | -               | -                  | -                  | -                  | -           | -           | -           | 1      | 0      |
| 2016-2017            | Braga                | PL                   | 2          | 1          | CP+CdL          | 0               | 0               | -                  | -                  | -                  | -           | -           | -           | 2      | 1      |
| ago. 2017            | Braga                | PL                   | 1          | 0          | CP+CdL          | 0               | 0               | UEL                | 0                  | 0                  | -           | -           | -           | 1      | 0      |
| Totale Braga         | Totale Braga         | Totale Braga         | 3          | 1          |                 | 0               | 0               |                    | 0                  | 0                  |             | 0           | 0           | 3      | 1      |
| 2017-2018            | Lazio                | A                    | 0          | 0          | CI              | 0               | 0               | UEL                | 0                  | 0                  | -           | -           | -           | 0      | 0      |
| 2018-2019            | Lazio                | A                    | 4          | 0          | CI              | 1               | 0               | UEL                | 0                  | 0                  | -           | -           | -           | 5      | 0      |
| Totale Lazio         | Totale Lazio         | Totale Lazio         | 4          | 0          |                 | 1               | 0               |                    | 0                  | 0                  |             | 0           | 0           | 5      | 0      |
| 2019-2020            | Wolverhampton        | PL                   | 9          | 0          | FACup+CdL       | 2+2             | 0               | UEL                | 11                 | 2                  | -           | -           | -           | 24     | 2      |
| 2020-2021            | Wolverhampton        | PL                   | 11         | 0          | FACup+CdL       | 3+1             | 0               | -                  | -                  | -                  | -           | -           | -           | 15     | 0      |
| 2021-2022            | Wolverhampton        | PL                   | 33         | 1          | FACup+CdL       | 0               | 0               | -                  | -                  | -                  | -           | -           | -           | 33     | 1      |
| 2022-2023            | Wolverhampton        | PL                   | 24         | 3          | FACup+CdL       | 0+1             | 0               | -                  | -                  | -                  | -           | -           | -           | 25     | 3      |
| 2023-2024            | Wolverhampton        | PL                   | 34         | 7          | FACup+CdL       | 4+0             | 1               | -                  | -                  | -                  | -           | -           | -           | 38     | 8      |
| Totale Wolverhampton | Totale Wolverhampton | Totale Wolverhampton | 111        | 11         |                 | 13              | 1               |                    | 11                 | 2                  |             | 0           | 0           | 135    | 14     |
| 2024-2025            | Chelsea              | PL                   | 35         | 4          | FACup+CdL       | 2+1             | 0+1             | UECL               | 7                  | 1                  | CdM         | 6           | 3           | 54     | 9      |
| Totale carriera      | Totale carriera      | Totale carriera      | 154        | 16         |                 | 17              | 2               |                    | 15                 | 3                  |             | 6           | 3           | 195    | 24     |

### Cronologia presenza e reti in nazionale
| Cronologia completa delle presenze e delle reti in nazionale ― Portogallo | Cronologia completa delle presenze e delle reti in nazionale ― Portogallo | Cronologia completa delle presenze e delle reti in nazionale ― Portogallo | Cronologia completa delle presenze e delle reti in nazionale ― Portogallo | Cronologia completa delle presenze e delle reti in nazionale ― Portogallo | Cronologia completa delle presenze e delle reti in nazionale ― Portogallo | Cronologia completa delle presenze e delle reti in nazionale ― Portogallo | Cronologia completa delle presenze e delle reti in nazionale ― Portogallo |
| Data                                                                      | Città                                                                     | In casa                                                                   | Risultato                                                                 | Ospiti                                                                    | Competizione                                                              | Reti                                                                      | Note                                                                      |
| ------------------------------------------------------------------------- | ------------------------------------------------------------------------- | ------------------------------------------------------------------------- | ------------------------------------------------------------------------- | ------------------------------------------------------------------------- | ------------------------------------------------------------------------- | ------------------------------------------------------------------------- | ------------------------------------------------------------------------- |
| 11-11-2020                                                                | Lisbona                                                                   | Portogallo                                                                | 7 – 0                                                                     | Andorra                                                                   | Amichevole                                                                | 1                                                                         | 46’                                                                       |
| 24-3-2021                                                                 | Torino                                                                    | Portogallo                                                                | 1 – 0                                                                     | Azerbaigian                                                               | Qual. Mondiali 2022                                                       | -                                                                         | 63’                                                                       |
| 30-3-2021                                                                 | Lussemburgo                                                               | Lussemburgo                                                               | 1 – 3                                                                     | Portogallo                                                                | Qual. Mondiali 2022                                                       | -                                                                         | 41’                                                                       |
| 8-9-2023                                                                  | Bratislava                                                                | Slovacchia                                                                | 0 – 1                                                                     | Portogallo                                                                | Qual. Euro 2024                                                           | -                                                                         | 69’                                                                       |
| 16-10-2023                                                                | Zenica                                                                    | Bosnia ed Erzegovina                                                      | 0 – 5                                                                     | Portogallo                                                                | Qual. Euro 2024                                                           | -                                                                         | 65’                                                                       |
| 4-6-2024                                                                  | Lisbona                                                                   | Portogallo                                                                | 4 – 2                                                                     | Finlandia                                                                 | Amichevole                                                                | -                                                                         | 46’                                                                       |
| 8-6-2024                                                                  | Oeiras                                                                    | Portogallo                                                                | 1 – 2                                                                     | Croazia                                                                   | Amichevole                                                                | -                                                                         | 70’                                                                       |
| 18-6-2024                                                                 | Lipsia                                                                    | Portogallo                                                                | 2 – 1                                                                     | Rep. Ceca                                                                 | Euro 2024 - 1º turno                                                      | -                                                                         | 90’                                                                       |
| 22-6-2024                                                                 | Dortmund                                                                  | Turchia                                                                   | 0 – 3                                                                     | Portogallo                                                                | Euro 2024 - 1º turno                                                      | -                                                                         | 46’                                                                       |
| 26-6-2024                                                                 | Gelsenkirchen                                                             | Georgia                                                                   | 2 – 0                                                                     | Portogallo                                                                | Euro 2024 - 1º turno                                                      | -                                                                         | 44’ 75’                                                                   |
| 5-9-2024                                                                  | Lisbona                                                                   | Portogallo                                                                | 2 – 1                                                                     | Croazia                                                                   | UEFA Nations League 2024-2025 - 1º turno                                  | -                                                                         | 46’                                                                       |
| 8-9-2024                                                                  | Lisbona                                                                   | Portogallo                                                                | 2 – 1                                                                     | Scozia                                                                    | UEFA Nations League 2024-2025 - 1º turno                                  | -                                                                         | 46’                                                                       |
| 12-10-2024                                                                | Varsavia                                                                  | Polonia                                                                   | 1 – 3                                                                     | Portogallo                                                                | UEFA Nations League 2024-2025 - 1º turno                                  | -                                                                         | 32’ 82’                                                                   |
| 15-11-2024                                                                | Porto                                                                     | Portogallo                                                                | 5 – 1                                                                     | Polonia                                                                   | UEFA Nations League 2024-2025 - 1º turno                                  | 1                                                                         | 84’                                                                       |
| 20-3-2025                                                                 | Copenaghen                                                                | Danimarca                                                                 | 1 – 0                                                                     | Portogallo                                                                | UEFA Nations League 2024-2025 - Quarti di finale                          | -                                                                         |                                                                           |
| 4-6-2025                                                                  | Monaco di Baviera                                                         | Germania                                                                  | 1 – 2                                                                     | Portogallo                                                                | UEFA Nations League 2024-2025 - Semifinale                                | -                                                                         | 83’                                                                       |
| 8-6-2025                                                                  | Monaco di Baviera                                                         | Portogallo                                                                | 2 – 2 dts (5 – 3 dtr)                                                     | Spagna                                                                    | UEFA Nations League 2024-2025 - Finale                                    | -                                                                         | 82’ 106’                                                                  |
| Totale                                                                    |                                                                           | Presenze                                                                  | 17                                                                        |                                                                           | Reti                                                                      | 2                                                                         |                                                                           |

## Palmarès

### Club

#### Competizioni nazionali
- Coppa Italia: 1

Lazio: 2018-2019

#### Competizioni internazionali
- UEFA Conference League: 1

Chelsea: 2024-2025
- Coppa del mondo per club: 1

Chelsea: 2025

### Nazionale
- UEFA Nations League: 1

2024-2025